# Кынъёль
Кынъёль — река в России, течёт по территории Усть-Куломского района Республики Коми. Устье реки находится в 1 км по правому берегу реки Веравож. Длина реки составляет 11 км. Площадь водосборного бассейна — 18,24 км².

## Данные водного реестра
По данным государственного водного реестра России относится к Двинско-Печорскому бассейновому округу, водохозяйственный участок реки — Вычегда от истока до города Сыктывкар, речной подбассейн реки — Вычегда. Речной бассейн реки — Северная Двина.
Код объекта в государственном водном реестре — 03020200112103000013971.